# Renault KJ
Renault KJ — легковий автомобіль, що виготовлявся компанією «Рено» у 1923—1924 рр.

## Історія
У 1923 р. на Паризькому автосалоні представили Renault KJ, автором якого (як конструкції так і дизайну) був Луї Рено. Автомобіль для представників середнього класу, конкурент Peugeot Quadrilette та Citroën Type C, комплектувався кузовами різних типів. Після кількох місяців виробництва кузова типу «вугільного казанка» змінили на кузова типу «алігатор», що відобразилось у назві — KJ1.
Аналогічно до більшості тодішніх «Рено» автомобіль комплектували конічним зчепленням з 3-ступеневою механічною коробкою передач (як і старі довоєнні 10CV). Гальма діяли тільки на задні колеса. Характерні зябра на боках капоту зумовлені розташуванням радіатора позаду двигуна.
У 1924 р. Renault припинили виробництво цієї моделі, замінивши її на Renault MT — подібною, що однак серед незначних змін мала гальмівні механізми на передніх колесах.

## Модифікації
- KJ1

## Деякі характеристики
- Максимальна швидкість: 70 км/год
- Максимальна потужність: 15 к.с. (6 CV)